# کلرتون (آیووا)
کلرتون (به انگلیسی: Kellerton) شهری در ایالت آیووا کشور ایالات متحده آمریکا است که جمعیت آن در سرشماری سال ۲۰۱۰ میلادی، ۳۱۵ نفر بوده‌است.